# Pétronille de Rome
Pour les articles homonymes, voir Pétronille.
Sainte Pétronille, ou Pétronille de Rome, ou Petronelle, ou Aurelia Petronilla (morte à Rome à la fin du Ier siècle) est un personnage vénéré comme vierge et martyre (témoin) par l'Église catholique. Une construction littéraire et hagiographique tardive forgée à partir du VIe siècle, dit qu'elle fut convertie par l'apôtre Pierre à Rome. Selon la Passio sanctorum Nerei et Achillei (BHL 6063), elle serait un membre de la famille flavienne, descendante de Titus Flavius Petro. Elle aurait été enterrée dans la catacombe de Domitilla, située via Adreatina. Les saints Nérée et Achillée ont été enterrés à ses côtés par la suite (vers 96).
Elle est reconnue vierge, sainte et martyre chrétienne, et elle est fêtée le 31 mai.

## Son nom
La légende de ce personnage est forgée au VIe siècle par des clercs qui élaborent une fausse étymologie consacrée par la littérature hagiographique. Ils font de Petronilla le diminutif féminin de Petrus, et concluent qu'elle est la fille spirituelle (figlia spirituale) ou même la fille selon la chair de l'apôtre Pierre.
Le Liber Pontificalis restitue ainsi l'inscription gravée sur son sarcophage : « Aureliæ Petronillæ Filiæ Dulcissimæ (« Aurélia Pétronilla chère fille ») ». Ce sarcophage de marbre, qui existait encore lors du transfert de ses restes dans la basilique pontificale par le pape Paul Ier (757-767), est aujourd'hui perdu. L'inscription gravée sur ce sarcophage, ainsi qu'un manuscrit de Pierre Sabinus de Venise, montrent que Pétronille s'appelait Aurelia Petronilla. « Aurelia était son gentilicium et son cognomen Petronilla n'est pas dérivé de Petrus, mais de Petro, Petronis et […] ce même cognomen figure en tête de la généalogie des Flaviens. » Elle est née d'un mariage d'un Flavius avec une Aurelia, ou vice-versa.
Selon une lecture de la Passio sanctorum Nerei et Achillei (BHL 6063) par l'épigraphiste Giovanni Battista de Rossi, elle serait membre de la famille des Flaviens, dont trois membres deviendront empereurs. Elle aurait été enterrée dans une propriété qui, à l'époque de Domitien, appartenait à Flavia Domitilla,. Il y a débat pour savoir si cette dernière était la nièce de Titus Flavius Clemens ou sa femme,. La tradition chrétienne a retenu qu'elle était la descendante de Titus Flavius Petro, le grand-père de Vespasien. Dans l'Épître du pseudo-Titus, le disciple Tite, auteur pseudépigraphe de la lettre, est présent à son domicile. Il intervient pour interroger l'apôtre Pierre et demander sa guérison. Il en est de même dans les Actes de Nereus et Achilleus. Or Tite est le diminutif de Titus,, le prænomen porté par tous les hommes connus de cette famille flavienne. Les textes chrétiens la présentent astucieusement comme « la fille de Pierre », ce qui est une double référence : à celui qui lui a donné son nom et qui devait s'appeler Petro (Pierre en latin) — que celui-ci soit son père, son grand-père, voire son arrière grand-père — et aussi à l'apôtre Pierre dont elle était la fille spirituelle, puisque c'est lui qui l'avait convertie. C'était aussi une parente de la sainte Flavia Domitilla.

## Tradition et légende

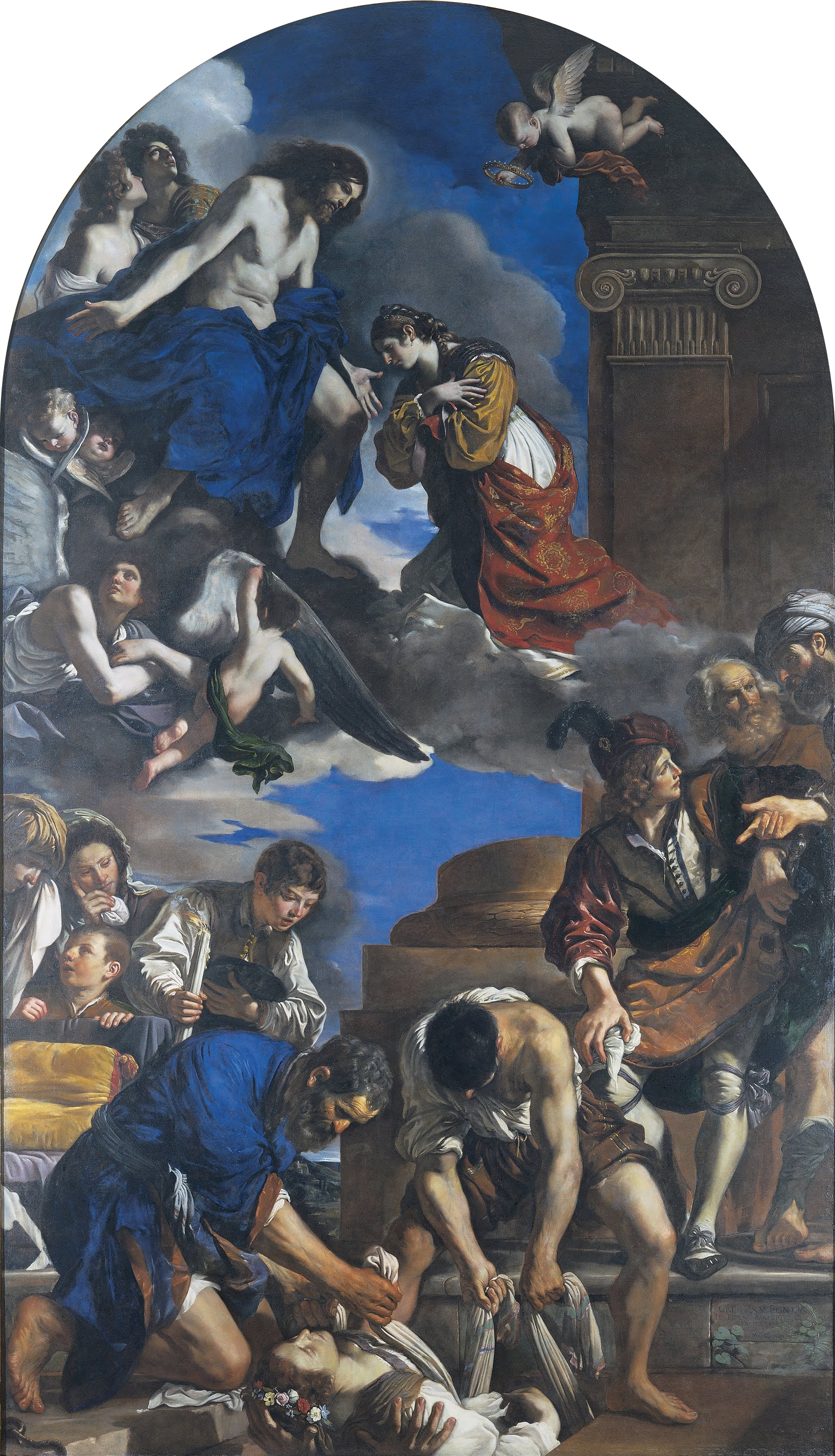
Funérailles et apothéose de sainte Pétronille par Le Guerchin.

Comme beaucoup de saints des premiers temps de l'Église, on ne connaît quasiment rien de sa vie. Les seules informations sûres sont le nom qu'elle portait, et le fait qu'elle soit une martyre : ces deux indications figurent sur une fresque du IVe siècle située dans la basilique souterraine des Catacombes de Domitilla. Toutefois, dans les tout premiers temps du christianisme, on était martyr (témoin) si on avait revendiqué sa qualité de chrétien devant un tribunal et refusé de sacrifier aux dieux romains, même si on avait été relâché ensuite par le tribunal. Ce qui explique que certains soient « plusieurs fois martyrs » après avoir été relâchés.
Dans La Légende dorée, il est écrit qu'elle était la fille de l'apôtre Pierre, sans faire référence à une filiation spirituelle. Toutefois, une filiation spirituelle, soulignée par la consonance entre le prénom de Pierre et celui de Pétronille est plus probable. Une autre tradition veut qu'elle soit la descendante de Titus Flavius Petro, le grand-père de Vespasien.
Selon la légende, Flaccus, noble romain, séduit par sa beauté, la demanda en mariage, mais la jeune fille voulait consacrer sa virginité à Dieu, et elle refusa de l'épouser. Flaccus la menaça, et lui accorda seulement trois jours pour lui donner une réponse favorable. Pétronille pria, jeûna et à sa prière, Dieu la rappela à lui. Flaccus, à son retour, ne put qu'assister à ses funérailles. Il est dit que saint Pierre l'a guérie de paralysie et de fièvres intenses.
Pétronille est souvent associée à sainte Félicule, et parfois présentée comme sa sœur. La Légende dorée la présente comme une compagne de Pétronille, qui, elle aussi, se serait refusée à Flaccus. Pour cette raison, elle aurait été livrée à la torture puis exécutée.

## Sépulture initiale
Presque toutes les listes de tombes des martyrs romains les plus vénérés des VIe – VIIe siècle, mentionnent la tombe de sainte Pétronille. Elle serait située dans la Via Ardeatina à Rome, à côté de la sépulture des saints Nérée et Achillée. Ces notices ont été confirmées par les fouilles qui ont été faites dans les catacombes de Domitilla. Le terrain sur lequel ils ont été enterrés appartenait à une branche de la famille des Flaviens. Une topographie des tombes des martyrs romains, l’Epitome libri de locis sanctorum martyrum, localise dans la « Via Ardeatina » une église de sainte Pétronille, dans laquelle deux saints du Ier siècle, Nérée et Achillée, ainsi que Pétronille, ont été enterrés.
Cette basilique semi-enterrée, construite dans les catacombes de Domitilla, a été découverte. Les éléments qui s'y trouvent ont confirmé que les tombes des trois saints étaient autrefois vénérées à cet endroit.
Une inscription confirme son nom et son statut de martyre, bien que les sources parlent d'une mort naturelle. Toutefois, avant 150, on était martyr si on n'avait pas renié sa foi en Jésus-Christ devant un tribunal, même s'il n'y avait pas eu de condamnation à mort à l'issue du procès. Elle figure sur une fresque de la fin du IVe début du Ve siècle située dans un cubiculum de la basilique souterraine de la catacombe de Domitilla datant du IVe siècle,,. Pétronille y est représentée recevant au ciel une personne décédée (appelée Veneranda). Cette fresque, une des plus anciennes de la chrétienté, se trouve sur la pierre qui ferme une tombe dans une crypte souterraine derrière l'abside de la basilique que fit construire le pape Sirice († 26 novembre 399 à Rome) après 390 sur la via Adreatina. Sur cette fresque figure l'inscription Petronelle mart[yr].
Elle apparaît pour la première fois dans un fragment en copte des Actes de Pierre un texte datant du IIe siècle, mais dans ces textes les plus anciens son nom n'est pas donné. Elle y est désignée comme « la fille de Pierre. » Dans ces versions, elle demeure paralysée à la demande de ses parents, Pierre effectue donc le miracle qui consiste à la paralyser. Le sens caché de ces allusions n'a pas encore été percé. Dans certaines versions des Actes de Pierre, elle est appelée « la fille du jardinier. » Le premier texte qui donne finalement son identité est appelé Actes de Nérée et d'Achillée. Comme dans le fragment copte, elle est paralysée à la demande de ses parents, mais dans cette version elle récupère progressivement sa mobilité, pour pouvoir être courtisée par un certain come Flaccus.

## Translations de sa sépulture et don aux rois de France
En 755, les cimetières et basiliques situés autour de Rome furent dévastés par les Lombards qui assiégeaient la ville. Dès que la paix fut conclue, le pape Paul Ier commença à transférer dans des lieux plus sûrs les reliques des saints illustres. Le sarcophage qui conservait les restes de la sainte est solennellement transféré dans le mausolée, modifié en chapelle, qui lui a été réservé au Vatican (757). Celui-ci a été emménagé dans une des deux rotondes, des mausolées impériaux circulaires datant de Caracalla (211-217), bâties aux deux extrémités de la spina du cirque de Caligula et de Néron, près de la basilique Saint-Pierre. La rotonde orientale était déjà dédiée à l'apôtre André, frère de Pierre, depuis le VIe siècle et reliée à la basilique Saint-Pierre, elle constituait l'entrée latérale de la basilique. La rotonde dédiée à sainte Pétronille, « fille de Pierre », celle dédiée à son frère André reliée à la grande basilique était clairement un ensemble dédié à la mémoire de Pierre, supposé avoir été le fondateur de l'Église de Rome.
Aux environs de l'an 800, Charlemagne vint visiter la chapelle où reposait le corps de Pétronille et semble avoir eu une profonde vénération pour elle. Ce bâtiment a été donné en toute propriété aux rois Francs sous le nom de « Capella regum Francorum » (chapelle des rois Francs) avant de devenir la chapelle de sainte Pétronille, peut-être dès l'époque de Charlemagne. Déjà Pépin le Bref, le père de Charlemagne, aurait fait transporter à Rome sa fille Gisèle, qui venait de naître, afin qu'elle reçût le baptême des mains du pape Paul Ier près du tombeau de Pétronille.
Depuis cette époque, Pétronille a été reconnue comme patronne des rois de France. Elle devint patronne nationale quand la France se nomma Fille aînée de l'Église, ce qui a fait dire que la France est la première fille de l'Église comme Pétronille est la fille du premier chef de l'Église. Son association avec la couronne française vient du fait que Charlemagne et Carloman ont été considérés comme des fils adoptifs de saint Pierre après 800.
Louis XI, lorsqu'il devint roi de France, octroya 1 200 écus d'or en faveur de l'édifice de l'église Sainte-Pétronille à Rome, par lettre patente datée d'Amboise le 3 novembre 1461. À la suite de la maladie du Dauphin Charles, le roi aurait fait embellir la chapelle de sainte Pétronille. C'est probablement à partir de ce moment qu'elle devient la patronne des Dauphins de France, car des représentations de dauphins ornaient son sarcophage initial.
Au début du règne de Louis XII, le cardinal Jean Bilhères de Lagraulas commanda au jeune sculpteur Michel-Ange une vierge de piété, la célèbre Pietà, pour décorer la chapelle Sainte-Pétronille, petit édifice proche de la basilique constantinienne de Saint-Pierre de Rome et lieu de rassemblement des Français de Rome avant la construction de l'église Saint-Louis-des-Français.
La rotonde dédiée à saint André a été « démolie en 1777, l’autre, à l’ouest, dédiée à sainte Pétronille, la fille de Pierre, a disparu dès le Moyen Âge. » Le sarcophage où figuraient des Dauphins ainsi que son nom, Aurelia Petronilla, est aujourd'hui perdu. Les restes de la sainte se trouvent toujours dans la basilique Saint-Pierre.

## Culte
Chaque année, le 31 mai, jour de la fête de Sainte-Pétronille, une messe est dite dans la chapelle pour la France et tous les Français de Rome y sont invités. Pétronille reste patronne nationale de la France jusqu'au XVIIe siècle.
Beaucoup de prénoms ainsi que le terme de péronnelle, sont dérivés du prénom Pétronille : Pierrette, Perrine, Pernelle, Pernette, Péroline, Pétronelle, Pétronile.

## Représentation - patronage
Sainte Pétronille est représentée avec la palme du martyre, souvent en compagnie de saint Pierre. Elle guérit les fièvres. Une tradition en fait la servante de saint Pierre, aussi est-elle parfois représentée avec un balai à la main et vêtue de guenilles.

## Dictons
- « Pluie de Sainte Pétronille change raisin en grappilles. »
- « Quand il pleut, Sainte Pétronille, quarante jours trempe sa guenille. »
- « S'il pleut le jour de Sainte-Pétronille, le blé diminue jusqu'à la faucille. »

## Sources
- (en) Cet article est partiellement ou en totalité issu de l’article de Wikipédia en anglais intitulé « Saint Petronilla » (voir la liste des auteurs).
- Émile Mâle, Les Chapelles de Sainte-Pétronille, Rome et ses vieilles églises, Paris, 1942.